# 将軍様は縮地法を使われる
「将軍様は縮地法を使われる」（しょうぐんさまはしゅくちほうをつかわれる、朝: 장군님 축지법 쓰신다）は、朝鮮民主主義人民共和国（北朝鮮）の楽曲の一つ。プロパガンダソング。
作詞は鄭烈（チョン・リョル、정렬）、作曲は金雲龍（キム・ウルリョン、김운룡）。
北朝鮮第2代最高指導者金正日を称える作品として知られる。

## 概要
本作は1996年、旺載山芸術団（ワンジェサン軽音楽団）によって発表された。
曲名の通り、金正日は金日成と同じく縮地（仙術における瞬間移動術）を使うことができると称賛する内容の作品である。
本作歌詞中の “高地（朝: 고지）” という単語は、北朝鮮では単なる高台ではなく “陸上戦における要害（要塞）としての山や丘” との意味がある。

## 韓国等での反応
金正日の個人崇拝を意図して制作されたものの、あまりに奇妙で荒唐無稽とさえ言える内容であり、故に韓国ではパロディ素材として扱われることがある。極左政党である統合進歩党が2012年にハッキングされた際にも本作音源がBGMに使用されていた。韓国国内で北朝鮮を賛美する行為は韓国国家保安法によって禁じられており、本作も「北朝鮮最高指導者であった金正日を賛美するもの」として認識されているが、北朝鮮および金正日一族を批判したり揶揄する目的での使用は事実上容認・黙認されている。

## 縮地法に対する解釈の変化
2019年頃から北朝鮮の金正恩政権の現実主義への変化が指摘されており、2020年5月20日付の労働新聞は「縮地法の秘訣」と題した記事で縮地法について霊的な技術を言ったものではないとし、金日成・金正日時代の解釈とは異なる見解を伝えた。北朝鮮のメディアが最高指導者に独断で言及することは考えられないことから、金正恩の意向が反映されているとみられている。